# Болгарские государственные железные дороги
Болгарские государственные железные дороги (болг. Български държавни железници; БДЖ) — сеть железных дорог в Болгарии. Обслуживанием занимается государственная компания «Железопътна инфраструктура». Штаб-квартира компании расположена в столице страны городе Софии.

## История
Первая железная дорога в Болгарии (Русе-Разград-Варна, длиной 223 км) была построена в 1865 году британской компанией, одним из инвесторов был Уильям Юарт Гладстон, дорога начала функционировать 7 ноября 1866 года.
В 1963 году была начата электрификация железных дорог, первый участок электрифицированной железной дороги заработал в 1964 году. В 2001 году Болгарские железные дороги стали одними из первых, где в регулярную эксплуатацию была введена европейская система управления движением поездов. Новая система была впервые внедрена на линии Пловдив — Чирпан - Ямбол - Бургас.  
1 января 2002 года в соответствии с решением правительства Болгарии, единая национальная компания "Болгарские железные дороги" (НК "БДЖ", Национална компания "Български държавни железници") была разделена на две независимые компании: БДЖ ЕАД („Български държавни железници“ ЕАД) и Государственное Предприятие НКЖИ (Национална компания „Железопътна инфраструктура“).
В марте 2013 года правительство Болгарии приняло решение о приватизации грузового филиала Болгарских государственных железных дорог за 66 млн. долларов, это решение вызвало массовые протесты населения

## Железнодорожные связи со смежными странами
Такая же колея:
- Греция — есть.
- Северная Македония — через Ниш в Сербии, либо через Салоники в Греции
- Румыния — есть.
- Сербия — есть.
- Турция — есть.